# Bill English (skuespiller)
 For alternative betydninger, se Bill English (flertydig). (Se også artikler, som begynder med Bill English)
William Andrew "Bill" English (født 8. april 1980) er en amerikansk skuespiller og komiker.